# Pirmasens Military Community

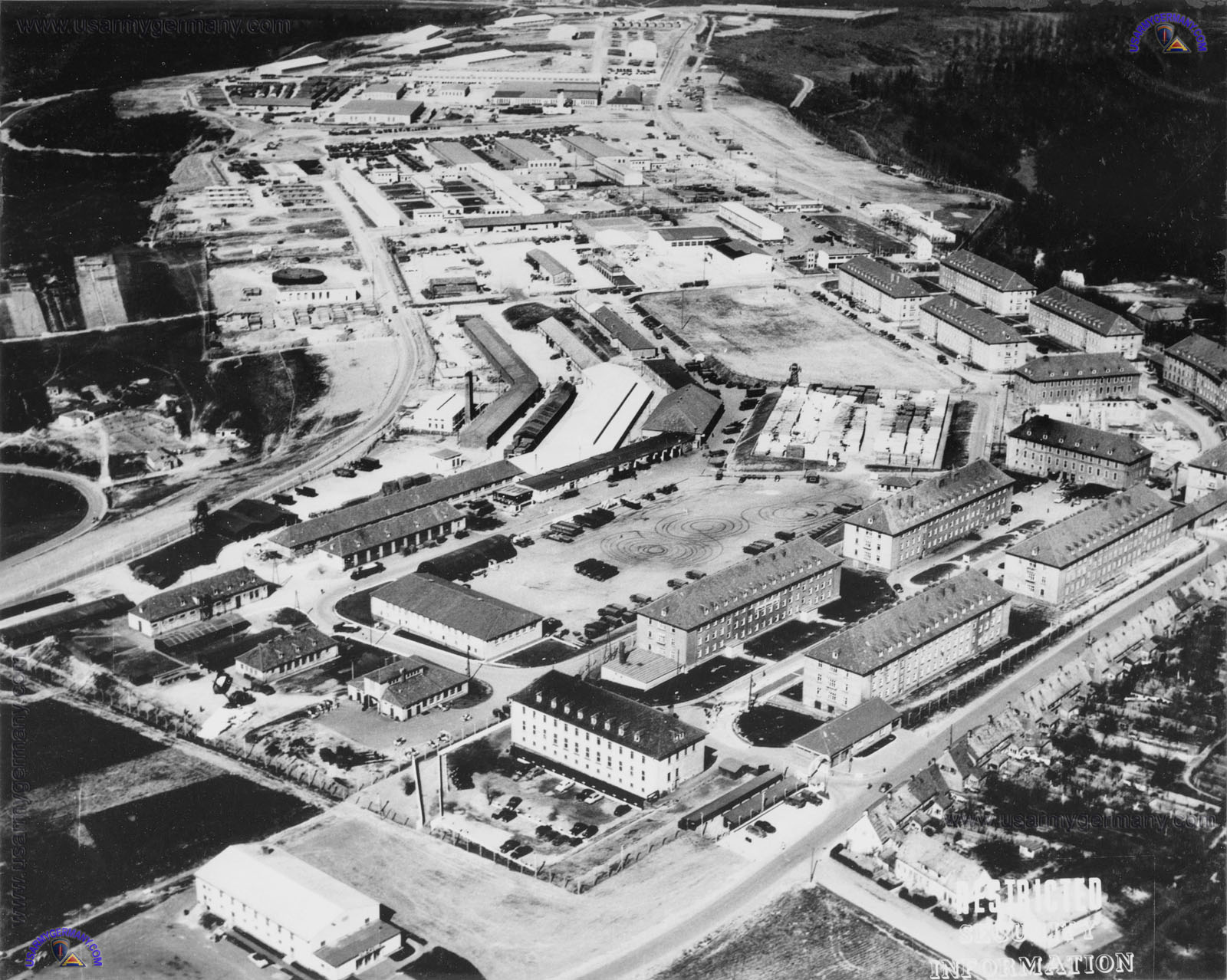
Husterhöh-Kaserne

Die Pirmasens Military Community, alternativ PMC beziehungsweise US Military Community, Pirmasens genannt ,  war ein Verband der United States Army, der Stützpunkte innerhalb der Region Pirmasens hatte und der 1976 gegründet wurde. Standorte waren neben Pirmasens Böllenborn, Dahn, Fischbach bei Dahn, Höhmühlbach, Leimen, Lemberg, Merzalben, Münchweiler, Ruppertsweiler, Schmalenberg, Schopp, Spirkelbach und Wilgartswiesen. Ein Teil der bereits zuvor bestehenden Einrichtungen war vorher Teil der Kaiserslautern Military Community. Nach dem Ende des Kalten Kriegs um 1990 wurden in den Folgejahren fast alle Einrichtungen aufgegeben, was mit einem Abzug der US-amerikanischen Soldaten einherging. Zusammen mit dem Niedergang der Schuhindustrie in Pirmasens ist dies eine maßgebliche Ursache für die wirtschaftlichen Probleme der Region, die sich unter anderem in sinkenden Einwohnerzahlen widerspiegelt.

## Einrichtungen

### Pirmasens
- Husterhöh-Kaserne, wurde 1997 größtenteils aufgegeben, wird jedoch in der Gegenwart geringfügig militärisch genutzt
- Husterhöh Communications Site,  1992 geschlossen
- Pirmasens Terminal Station (PMS), 1995 geschlossen
- Regency Net Base, 1997 geschlossen
- Rhine Medical Depot, 1995 geschlossen
- POMCUS Depot, 1995 geschlossen
- Pirmasens Family Housing Area, 1992 geschlossen
- Pirmasens Dependents School, 1997 geschlossen

### Übrige Standorte

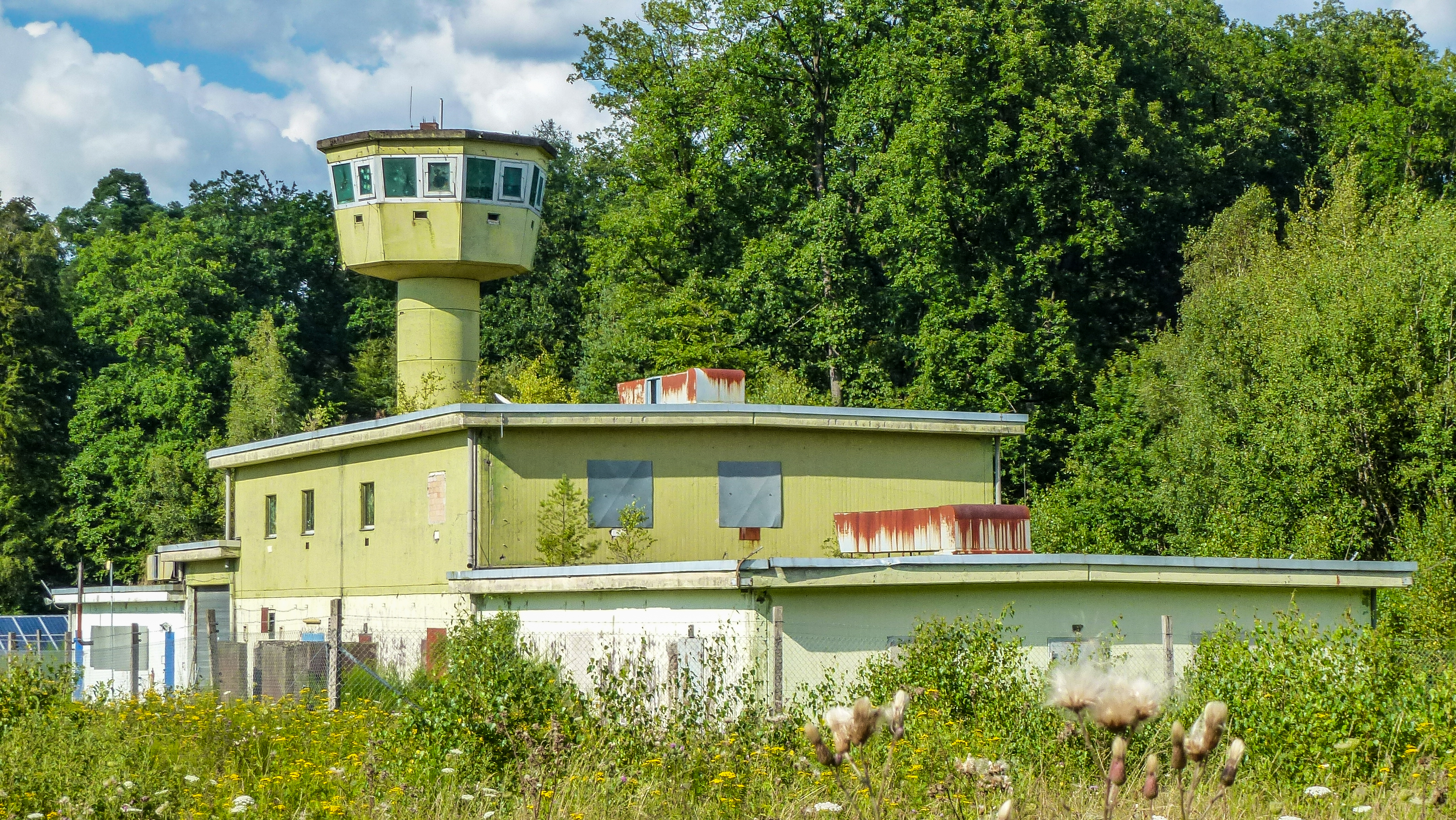
Sonderwaffenlager Clausen

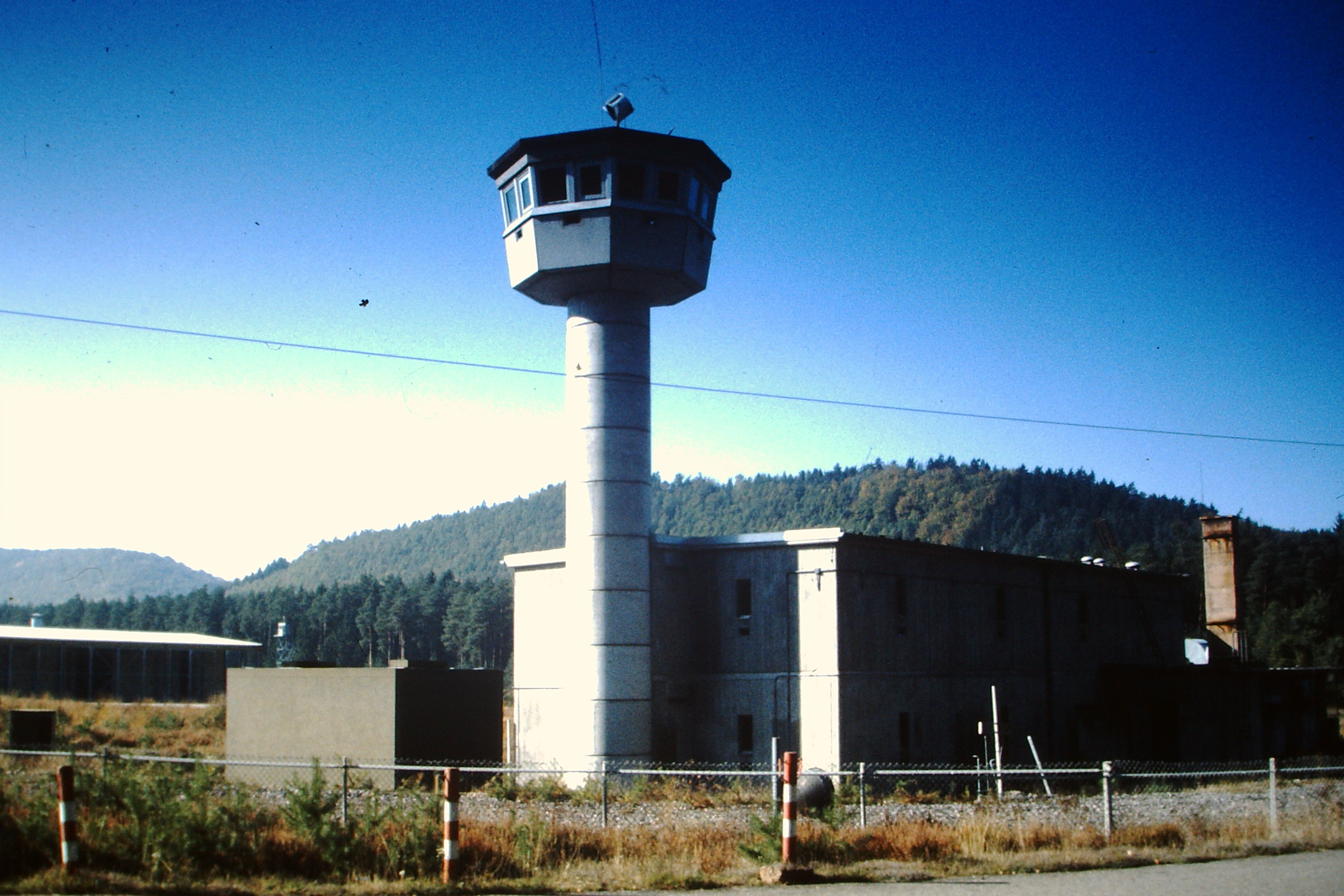
Fischbach Ordnance Depot

- Regency Net Communications Facility Böllenborn, 1997 geschlossen
- Sonderwaffenlager Clausen, 1991 geschlossen, geriet 1990 im Zuge der Aktion Lindwurm in die Schlagzeilen
- Dahn Ammo Area, 1993 geschlossen
- Dahn Terminal Station, 1993 geschlossen
- Fischbach Ordnance Depot, 1993 geschlossen, war in den 1980er Jahren Schauplatz mehrerer Demonstrationen
- Fischbach Terminal Station (FIS), 1993 geschlossen
- Leimen Ammo Area 67 (Nukleardepot), 1993 geschlossen
- Lemberg Missile Station, 1992 geschlossen
- Lemberg Ammo Area 64, 1992 geschlossen
- Merzalben Underground Warehouse 7602, 1995 geschlossen
- Militärhospital, 1993 geschlossen
- Münchweiler Underground Warehouse 7602, 1995 geschlossen
- Münchweiler Terminal Station (MWL), 1967 geschlossen
- Münchweiler Family Housing Area, 1992 geschlossen, umfasste insgesamt 99 Wohneinheiten
- Schmalenberg Underground Warehouse/Storage Area 7600, 1997 geschlossen
- Kommandobunker, 1992 geschlossen
- Ruppertsweiler Warehouse 7608, 1992 geschlossen
- Ruppertsweiler Ammo Area 65, 1992 geschlossen